# Ozero Baranskoje
Ozero Baranskoje (ryska: Озеро Баранское) är en sjö i Belarus.   Den ligger i voblasten Hrodna voblast, i den nordvästra delen av landet, 150 km nordväst om huvudstaden Minsk. Ozero Baranskoje ligger 136 meter över havet.
I omgivningarna runt Ozero Baranskoje växer i huvudsak blandskog. Runt Ozero Baranskoje är det glesbefolkat, med 18 invånare per kvadratkilometer.